# ويلهلم بيب
ويلهلم بيب (بالألمانية: Wilhelm Pape)‏ هو عالم لغوي كلاسيكي ألماني، ولد في 3 يناير 1807 في برلين في ألمانيا، وتوفي بنفس المكان في 23 فبراير 1854.